# RTÉ Two
RTÉ 2 (アイルランド語: RTÉ a Dó)はアイルランド放送協会が運営するテレビチャンネル。

## 概説
RTÉ Twoは1978年11月2日に放送開始。それに伴いRTÉ TelevisionはRTÉ1に変更された（後にRTÉ Oneとなる）。また2011年5月26日からは高精細度テレビジョン放送による放送が開始された。

## 主な番組
夜10時45分から放送のRTÉ News on Twoをはじめ、アメリカ制作の海外ドラマや、リーグ・オブ・アイルランドの試合ハイライトを放送するマンデーナイトサッカーなどが放送されている。